# Habitatge al carrer de la Creu, 35 (Santa Maria de Palautordera)
L'Habitatge al carrer de la Creu, 35 és una obra de Santa Maria de Palautordera (Vallès Oriental) protegida com a Bé Cultural d'Interès Local.

## Descripció
Es tracta d'un edifici entre mitgeres amb coberta a dues vessants de teula àrab, carener paral·lel a la façana i ràfec motllurat i teula canalera. Consta de planta baixa i pis. El portal d'accés és d'arc rebaixat amb una porta de fusta. Al primer pis hi ha una finestra petita d'obertura rectangular amb els muntants pintats en origen. També hi ha un finestral d'obertura senzilla amb barana de ferro i muntants pintats.